# Церква Санті-Сімони та Джуда (Флоренція)

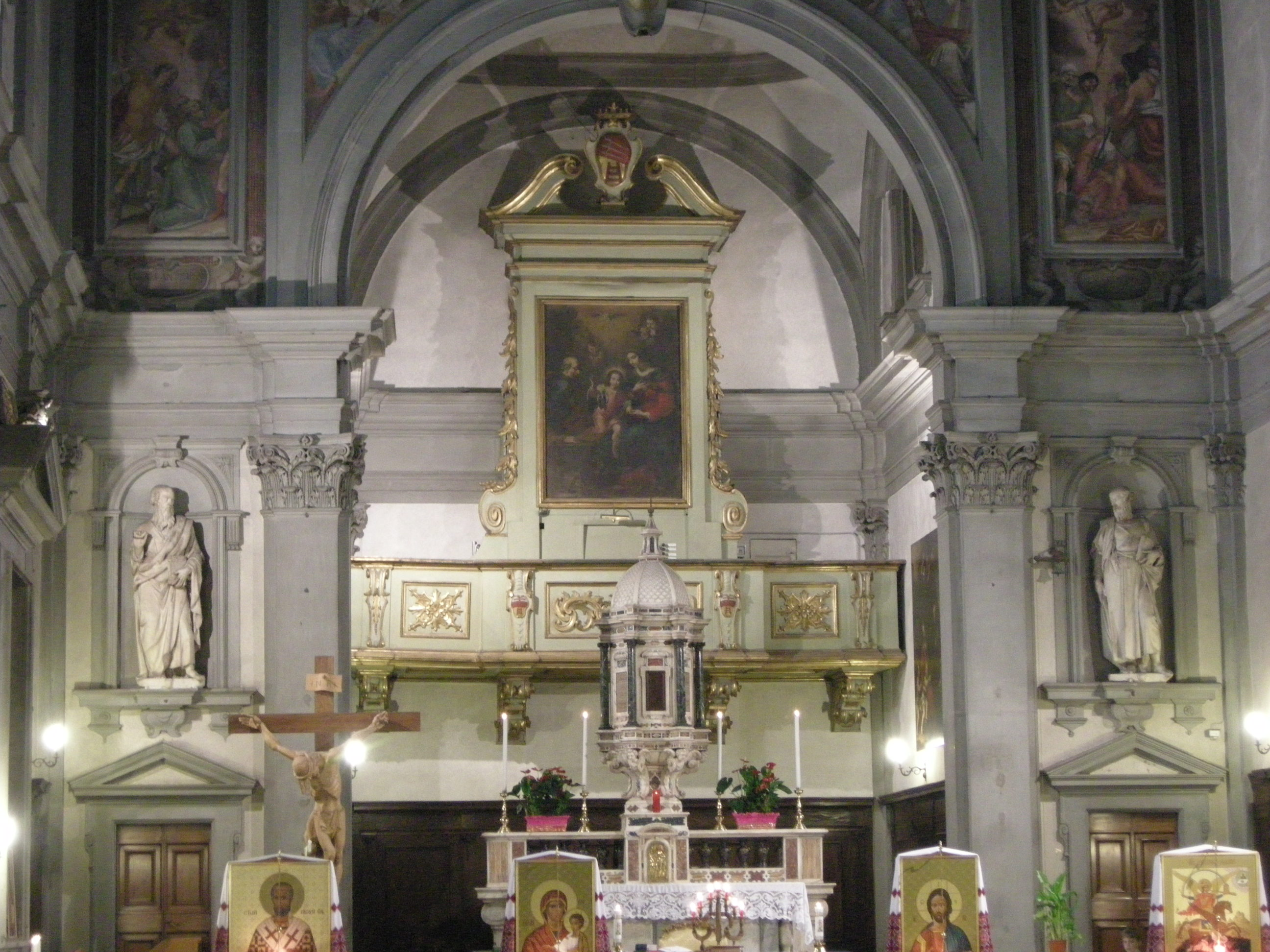
Інтер'єр

43°46′11″ пн. ш. 11°15′38″ сх. д. / 43.76972222° пн. ш. 11.26055556° сх. д.

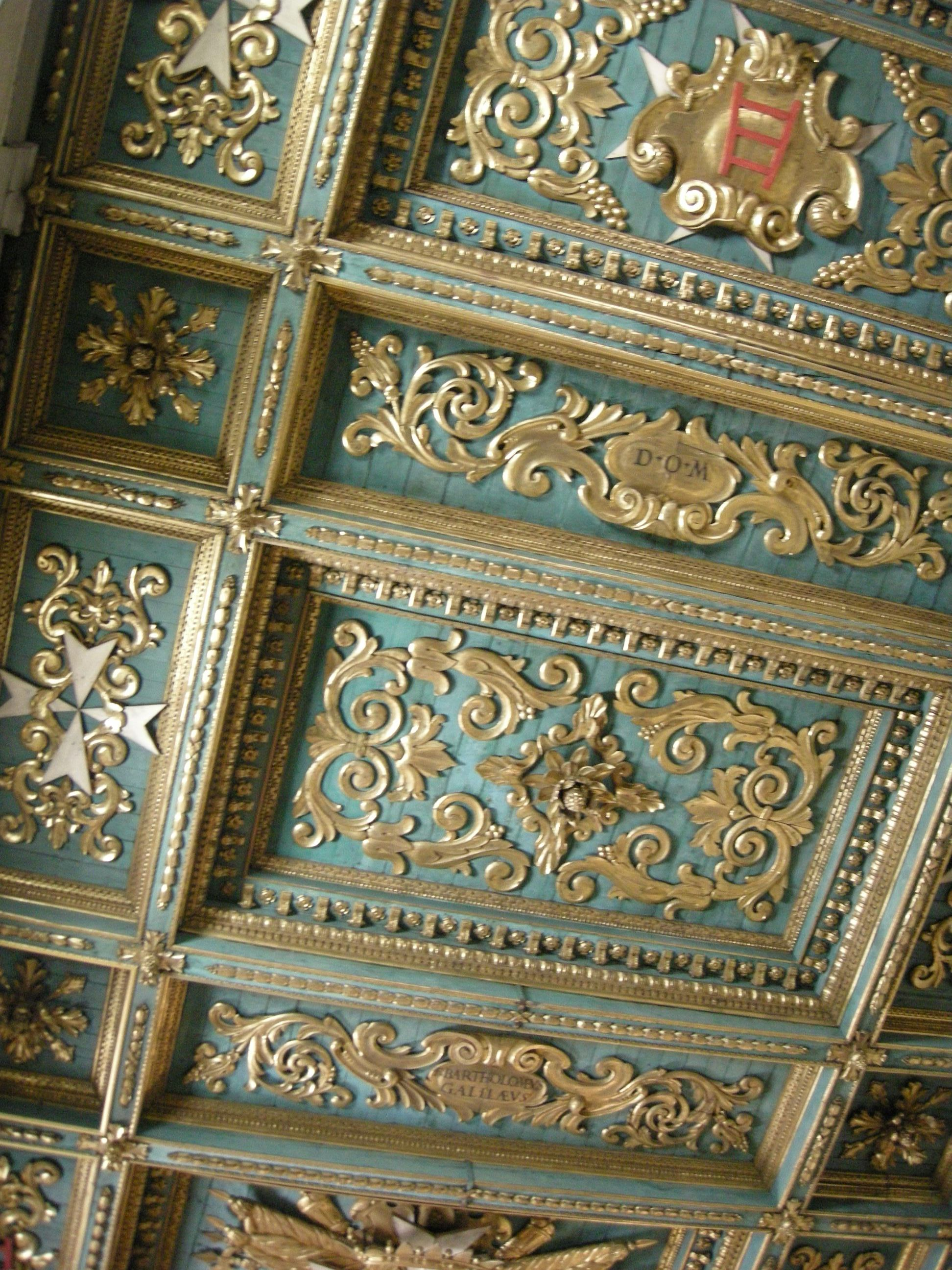
Стеля, 17 століття

Церква Санті-Сімони та Джуда (Святих Симона Кананіта та апостола Тадея; італ.: Chiesa dei Santi Simone e Giuda) — церква у Флоренції, що знаходиться на Пьяцці Сан Сімоне в площі вузьких вулиць між Пьяцца Санта Кроса та Пьяцца делла Сіньйорія. Будівля датується 1243 роком, однак у 1630 році була реконструйована Джерардо Сільвані. У наш час афілійована з Українською греко-католицькою церквою.

## Історія
Історія церкви починається в 1192 році з невеликого ораторіуму поза міськими стінами у винарнях, що належали монахам. Будівля була збільшена у 1209 році та пізніше повністю перебудована в 1243 році. Нова будівля була освячена 1247 році єпископом Арденго Тротті та розглядалася як приходська церква.
Будівля церкви була серйозно ушкоджена паводком річки Арно у 1527 році. Серед збитків — втрата дерев'яного ківорію (накриття престолу на колонах), який було змито водами. Капітальний ремонт будівлі не починався аж до першої чверті XVII століття, коли архієпископ Флоренції, Алессандро Марці Медічі, не підняв статус церкви до пріоритату та назвав Джованні Нікколаі його її першим пріоритатом у 1608 році. Цю посаду Нікколаі займав до смерті у 1642 році. Нікколаі походив з заможної та висококультурної тосканської сім'ї та ініціював відновлення церкви. Уже в 1619 році було встановлено новий високий вівтар з каррарського мармуру; хори та пресбітерій були повністю змінені під патронажем Бартоломео Галілея, родича Галілео Галілея.
Наступний етап реставрації почався у 1630 році за проєктом Джерардо Сільвані, та оплачено племінником Бартоломео Галілея. Роботи над пишно декорованою стелею закінчилися у 1665 році.